# Freestyle ai XXIII Giochi olimpici invernali - Halfpipe femminile
La gara di halfpipe femminile di freestyle dei XXIII Giochi olimpici invernali di Pyeongchang si è svolta dal 19 al 20 febbraio 2018 al Bokwang Phoenix Park di Bongpyeong.

## Programma
Gli orari sono in UTC+9.
| Giorno      | Ora   | Evento         |
| ----------- | ----- | -------------- |
| 19 febbraio | 10:00 | Qualificazione |
| 20 febbraio | 10:30 | Finale         |

## Risultati

### Qualificazione
| Pos. | Atleta              | Nazione                      | Run 1 | Run 2 | Note |
| ---- | ------------------- | ---------------------------- | ----- | ----- | ---- |
| 1    | Cassie Sharpe       | Canada                       | 93.00 | 93.40 | Q    |
| 2    | Marie Martinod      | Francia                      | 91.60 | 92.00 | Q    |
| 3    | Brita Sigourney     | Stati Uniti                  | 90.60 | 90.60 | Q    |
| 4    | Annalisa Drew       | Stati Uniti                  | 85.40 | 86.00 | Q    |
| 5    | Ayana Onozuka       | Giappone                     | 74.60 | 84.80 | Q    |
| 6    | Maddie Bowman       | Stati Uniti                  | 83.60 | 83.80 | Q    |
| 7    | Sabrina Cakmakli    | Germania                     | 81.80 | 31.40 | Q    |
| 8    | Zhang Kexin         | Cina                         | 80.60 | 81.00 | Q    |
| 9    | Rowan Cheshire      | Gran Bretagna                | 74.00 | 71.40 | Q    |
| 10   | Valeriya Demidova   | Atleti Olimpici dalla Russia | 71.00 | 73.60 | Q    |
| 11   | Rosalind Groenewoud | Canada                       | 73.20 | 72.80 | Q    |
| 12   | Anaïs Caradeux      | Francia                      | 25.00 | 72.80 | Q    |
| 13   | Elisabeth Gram      | Austria                      | 72.20 | 20.00 |      |
| 14   | Saori Suzuki        | Giappone                     | 69.20 | 71.80 |      |
| 15   | Devin Logan         | Stati Uniti                  | 71.60 | 25.60 |      |
| 16   | Janina Kuzma        | Nuova Zelanda                | 67.80 | 48.60 |      |
| 17   | Molly Summerhayes   | Gran Bretagna                | 60.80 | 66.00 |      |
| 18   | Jang Yu-jin         | Corea del Sud                | 64.40 | 60.00 |      |
| 19   | Chai Hong           | Cina                         | 58.00 | 63.60 |      |
| 20   | Wu Meng             | Cina                         | 53.40 | 61.00 |      |
| 21   | Yurie Watabe        | Giappone                     | 21.20 | 56.60 |      |
| 22   | Britt Hawes         | Nuova Zelanda                | 52.20 | 57.40 |      |
| 23   | Laila Friis-Salling | Danimarca                    | 45.00 | 11.80 |      |
| 24   | Elizabeth Swaney    | Ungheria                     | 30.00 | 31.40 |      |

### Finale
| Pos.    | Atleta              | Nazione                      | Run 1 | Run 2 | Run 3 | Punti |
| ------- | ------------------- | ---------------------------- | ----- | ----- | ----- | ----- |
| Oro     | Cassie Sharpe       | Canada                       | 94.40 | 95.80 | 42.00 | 95.80 |
| Argento | Marie Martinod      | Francia                      | 92.20 | 92.60 | 23.20 | 92.60 |
| Bronzo  | Brita Sigourney     | Stati Uniti                  | 89.80 | 88.60 | 91.60 | 91.60 |
| 4       | Annalisa Drew       | Stati Uniti                  | 86.80 | 73.00 | 90.80 | 90.80 |
| 5       | Ayana Onozuka       | Giappone                     | 50.80 | 77.20 | 82.20 | 82.20 |
| 6       | Valeriya Demidova   | Atleti Olimpici dalla Russia | 79.00 | 80.60 | 77.60 | 80.60 |
| 7       | Rowan Cheshire      | Gran Bretagna                | 75.40 | 17.80 | 13.60 | 75.40 |
| 8       | Sabrina Cakmakli    | Germania                     | 74.20 | 57.60 | 20.40 | 74.20 |
| 9       | Zhang Kexin         | Cina                         | 73.00 | 55.40 | 71.00 | 73.00 |
| 10      | Rosalind Groenewoud | Canada                       | 70.60 | 67.80 | 66.60 | 70.60 |
| 11      | Maddie Bowman       | Stati Uniti                  | 25.80 | 26.40 | 27.00 | 27.00 |
| 12      | Anaïs Caradeux      | Francia                      | DNS   | DNS   | DNS   | DNS   |